# 鋼鐵潛艦
《鋼鐵潛艦》是一款由任天堂情报开发本部与VITEI联合开发并由任天堂发行在的任天堂3DS平台上的潜艇模拟游戏。本作于2011年3月27日在北美地区发售、2011年5月12日在澳洲及日本发售。
直至2014年2月13日，任天堂在旗下日本e-shop推出續集《鋼鐵潛艦：Sub War》供免費下載(額外付費才可解開更多艦艇及關卡)，最多可支援4對4的WIFI網上對戰。

## 外部連結
- （日語）遊戲官方網站 （页面存档备份，存于）
- （英文）遊戲官方網站 （页面存档备份，存于）